# ガッシュ

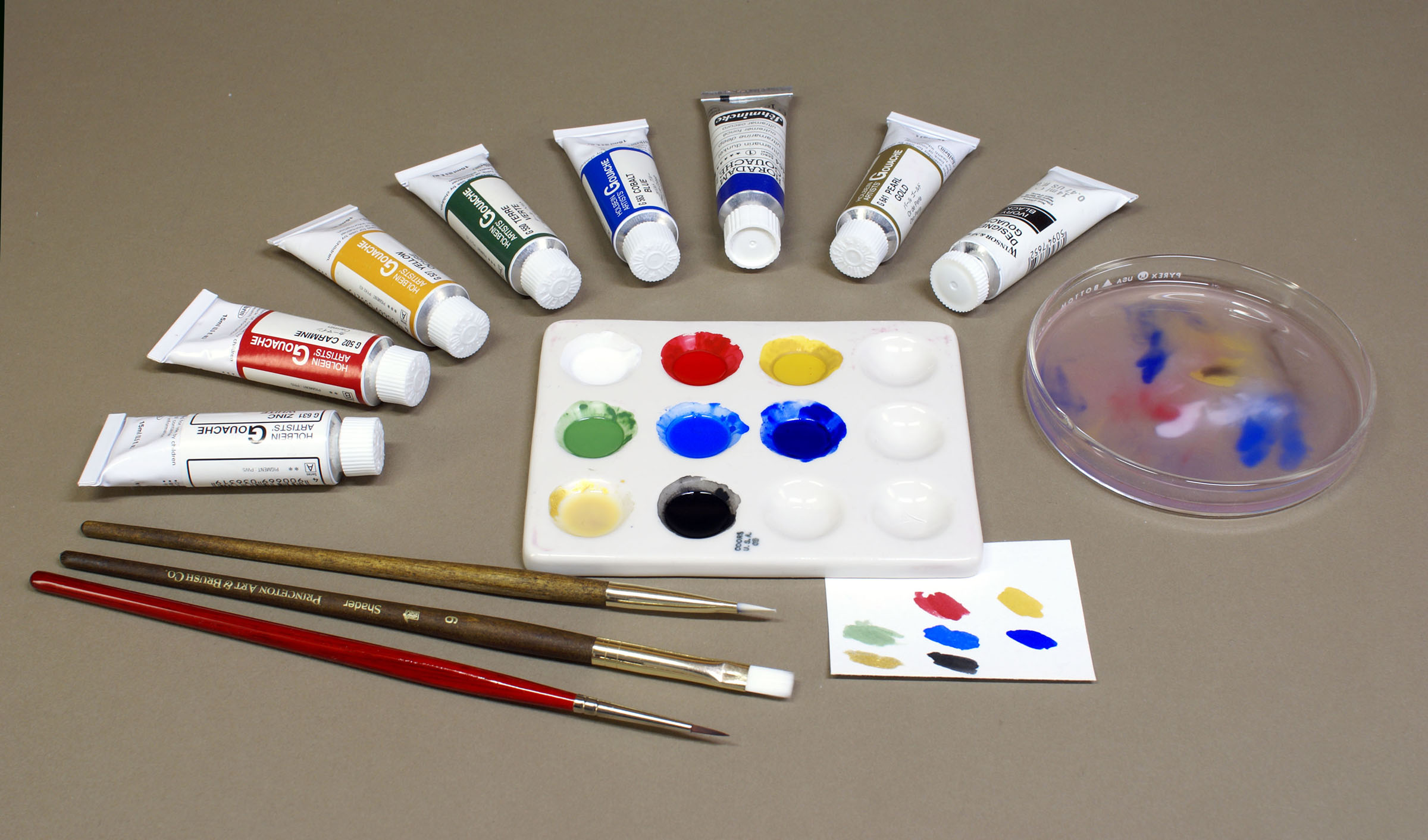
チューブ入りガッシュと画筆やパレット

ガッシュ（グヮッシュ、Gouache フランス語発音: [ɡwaʃ]）は、不透明な水彩絵具の一種で、顔料をアラビアガムの水溶液で練ったもの。イタリア語のGuazzo（水溜り、不透明水彩技法）から来た言葉といわれ、本来は絵具の名前ではなく不透明水彩技法を指した。

## 歴史

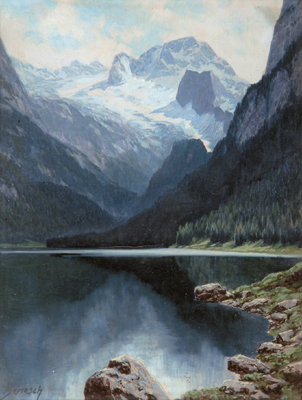
ガッシュを使った作品。ラディスラウス・ベネシュ、1900年

透明水彩に対し不透明水彩といわれるが、透明水彩技法は産業革命後に絵具が工業的に作られるようになってイギリスを中心に発展したのに対し、ガッシュはそれ以前からヨーロッパ大陸を中心に使われていた水彩技法全般を指している。最も知られているのは中世の装飾本の挿絵の彩色に使われたものである。産業革命以前には屈折率の低い微粒子の顔料が少なかったために水彩絵具は不透明性が高かった。
現在のガッシュは、産業革命時に英国のウィンザー・アンド・ニュートン社が開発したグリセリンや新しい顔料を応用した水彩絵具に負うところがある。

## 特徴
ガッシュは、水分が蒸発することで塗膜が固化するので乾燥は早い。ガッシュは、重ね塗りも可能である。しかしデザイン向けに作られた製品は複製を前提としたデザイン用途を目的として鮮やかさと隠蔽力に重点を置いて設計されているために、耐久性に欠ける色もあり作品に使う場合には注意が必要である。
ガッシュの品質規格は国内では特にないため各メーカーがそれぞれ独自に製造しているが、米国ではASTMインターナショナルの画材部会D01.57において、専門家用ガッシュ絵具の品質規格 D5724 "Standard Specification for Gouache Paints"が制定されている。
日本では小中学校で使用される水彩絵具を不透明水彩ということが多いが、これは透明水彩技法は小学生には難しいが完全な不透明水彩では絵画的な技法も限られるためにその中間的な性能で作られたものであり、マット水彩などとも呼ばれる。本来の不透明水彩と混同すべきではない。また学童用のために安価に作られているので耐久性に欠ける色もあり、そのような色は長期保存を前提とした美術作品には使うべきではない。ポスターカラーもガッシュの一種である。

## 下地について
水溶性で再可溶性のある、アラビアガム等の樹脂溶液を用いた従来のガッシュの下地は、基本的に水彩紙やケント紙などの紙が支持体であり、紙に直に描く。
色のついた紙を使って描くこともある。